# Isochromodes curvilinea
Isochromodes curvilinea là một loài bướm đêm trong họ Geometridae.